# Plasmodiocarp

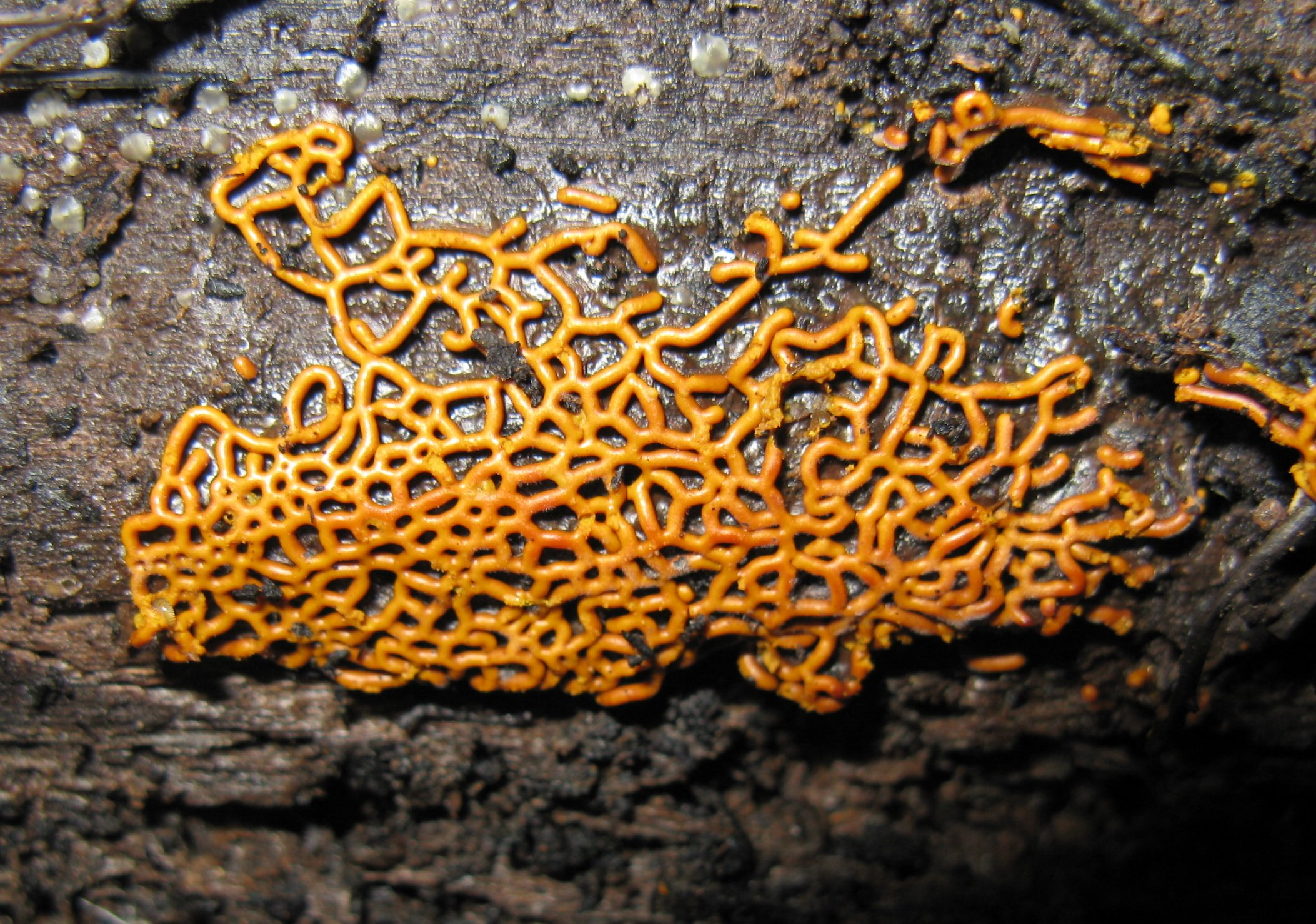
Hemitrichia serpula

Een plasmodiocarp (meervoud plasmodiocarpen) is een speciale vorm van de vruchtlichamen van slijmzwammen. Het vormt zich wanneer het plasmodium zich tijdens de vruchtvorming concentreert en zich terugtrekt in de nervatuur van het plasmodium, waaruit vervolgens het vruchtlichaam wordt gevormd. Het vruchtlichaam volgt het verloop van de nerf, waardoor zijn eenvoudige strengachtige, vertakte, netachtige of ringvormige structuur op het substraat ligt. De vorming van plasmodiocarps kan soortspecifiek zijn, maar kan ook worden veroorzaakt door de verstoorde vorming van sporocarpen of aethalia.
Slijmzwammen met plasmodiocarps zijn bijvoorbeeld: Physarum aeneum, Physarum tweekleppige, Physarum lateritium, Diderma effusum, Physarella oblonga, Willkommlangea reticulata en Hemitrichia serpula.